# Comuna Hnizdîșce, Horodnea
Hnizdîșce (în ucraineană Гніздище) este o comună în raionul Horodnea, regiunea Cernihiv, Ucraina, formată din satele Hnizdîșce (reședința), Horoșkivka și Stovpivka.

## Demografie
Componența lingvistică a comunei Hnizdîșce
     Ucraineană (95,67%)
     Rusă (3,97%)
     Alte limbi (0,36%)
Conform recensământului din 2001, majoritatea populației comunei Hnizdîșce era vorbitoare de ucraineană (95,67%), existând în minoritate și vorbitori de rusă (3,97%).